# Ho Ü
Ho Ü (hangul: 허위, handzsa: 許蔿, RR: Heo Wi; Szonszan (Seonsan), 1855. április 2. – Kjongszong (Gyeongseong), 1908. szeptember 27.) a Koreai Császárság idején az Ibjong (의병, Euibyeong) nevű japánellenes népfelkelő csapatok tábornoka. Írói álneve Vang Szan (왕산, 旺山, Wang San).

## Élete
1855. április 2-án született Észak-Kjongszang tartomány Szonszan megyéjében lévő Imün-dongban, Ho Cso (허조, 許祚) negyedik fiaként.
Mjongszong császárné meggyilkolása miatt érzett felháborodása és a japánok által bevezetett, a korabeli Csoszonban szentnek tartott konty levágására irányuló rendelet hatására vezérkari főnökként 1896 márciusában összegyűjtötte az önkéntes hadsereget Kimszanban (ma Kimcshon). Szongdzsuban, Csincshonban (Cshungcshong tartományban) és máshol tevékenykedett, majd Kodzsong királytól kapott egy titkos levelet,  melynek hatására feloszlatta önkéntes hadseregét, és Cshongszongban végzett tanulmányainak szentelte magát.
1899 márciusában ajánlásra, 5 év alatt elsőnek a Szonggjungvan professzora, majd a Csungcshuvon, a korabeli törvényhozó testület igazgatója, illetve szolgált a Phjongnivon főbírájaként, és egyéb pozíciókban, végül elérte a Kaszontebu rang második fokozatát. Az 1904-es koreai-japán megállapodás kényszerű aláírása után, I Szangcshonnal és Pak Kjubjonggal és másokkal együtt kiadta a Peil Thongmun nevű japánellenes röpiratot.
1905-ben a japánok az őket kegyetlenkedéssel bíráló kiáltvány terjesztésének vádjával 4 hónapra letartóztatták. Ezután lemondott tisztségeiről és a Kimcshonban lévő Csirjébe vonult vissza.
1907-ben Kodzsong koreai császárt erőszakkal lemondatták, a sereget pedig feloszlatták, ennek hatására Ho Ü önkéntesekből álló népfelkelő sereget állított fel a Kjonggi tartománybeli Joncshonban. Miután meghallotta a hírt, hogy az ország minden tájáról érkező önkéntes csapatok Jangdzsuban gyülekeznek, ahová mintegy 10 000 önkéntes katona gyűlt össze, megalakította a 13 tartomány összesített néphadseregét. I Injong volt a főparancsnok, Ho Ü pedig a katonai parancsnok (egyben a Kjonggi tartományi erők főparancsnoka is). A szöuli japán kormányzó megtámadása céljából Ho Ü körülbelül 300 fős előretörő erőt vezetett Szöul külvárosába, de Joncshonban vereséget szenvedett a főhaderő késedelmes érkezése és a japán hadsereg meglepetésszerű támadása miatt. Ezután I Injong főparancsnok, aki hazatért, hogy meggyászolja apja halálát, felkérte Ho Üt, hogy vállalja el a főparancsnok szerepét.
Cso Inhvannal, Kvon Dzsunnal és többiekkel együtt az Imdzsin-folyó és a Hanthang-folyók völgyébe gyűltek össze újra, Ho Ü pedig az egyesült önkéntes hadsereg főparancsnoka lett, és gerillaháborúba bocsátkozva folytatta az ellenállást. Nem sokkal ezután I Vanjong miniszterelnök küldött hozzá egy követet, és felajánlotta, hogy kormányzói vagy belügyminiszteri pozíciót ad neki, ám Ho Ü nem engedett, az emberei a követet becsmérelték és elküldték. Ho Ü keményvonalas volt, aki kétségbeesett ellenállást hirdetett, és kitartóan zaklatta a japán erőket, mely ország Korea erőszakos annektálását szorgalmazta.
Végül 1908. május 24-én a japán katonai rendőrség rajtaütése során letartóztatták Joncshonban, és a szodemuni börtönbe zárták. Ugyanezen év szeptember 27-én a börtön első halálraítéltjeként felakasztották.

## Halála után
- Hozzájárulása tiszteletére a Koreai Köztársaság kormánya 1962-ben posztumusz Nemzetalapítási érdemrendjével tüntette ki.
- A szöuli  Tongdemun-kuban lévő Vangszan út az ő írói álnevéről kapta a nevét.
- Kumi városában a tiszteletére létrehozták a Vangszan Ho Ü emlékparkot.